# معادلة أويلر-لاغرانج

في حساب المتغيرات معادلة أويلر-لاجرانج (بالإنجليزية: Euler–Lagrange equation)‏ أو معادلة أويلر أو معادلة لاجرانج هي معادلة تفاضلية عادية من الدرجة الثانية. طورها عالما الرياضيات ليونارد أويلر وجوزيف لويس لاجرانج في خمسينيات القرن الثامن عشر.

## التاريخ
طورت في عقد خمسينات القرن الثامن عشر من قبل كل من أويلر ولاجرانج خلال عملهما على معضلة التوتوكرون، وهي معضلة تحديد المنحنى الذي تسقط خلاله الجسيمات المتأرجحة إلى نقطة ثابتة في فترة محددة من الزمن، بغض النظر عن نقطة البداية.
حل لاجرانج هذه المشكلة في عام 1755 وأرسل الحل للعالم أويلر، وقد قام كلاهما بتطوير طريقة لاجرانج وتطبيقها على الميكانيكا، والتي أدت إلى صياغة ميكانيكا لاجرانج، أدت مراسلاتهم في نهاية المطاف إلى حساب المتغيرات، وهو مصطلح وضعه أويلر نفسه في عام 1766.

## النص
{\displaystyle \displaystyle S({\boldsymbol {q}})=\int _{a}^{b}L(t,{\boldsymbol {q}}(t),{\boldsymbol {q}}'(t))\,\mathrm {d} t}